# Лисицын, Дмитрий Фёдорович
Дмитрий Фёдорович Лисицын (15 (28) октября 1913, Одинцово, Московская губерния, — 1 ноября 1948, Москва) — гвардии капитан авиации, Герой Советского Союза.

## Биография

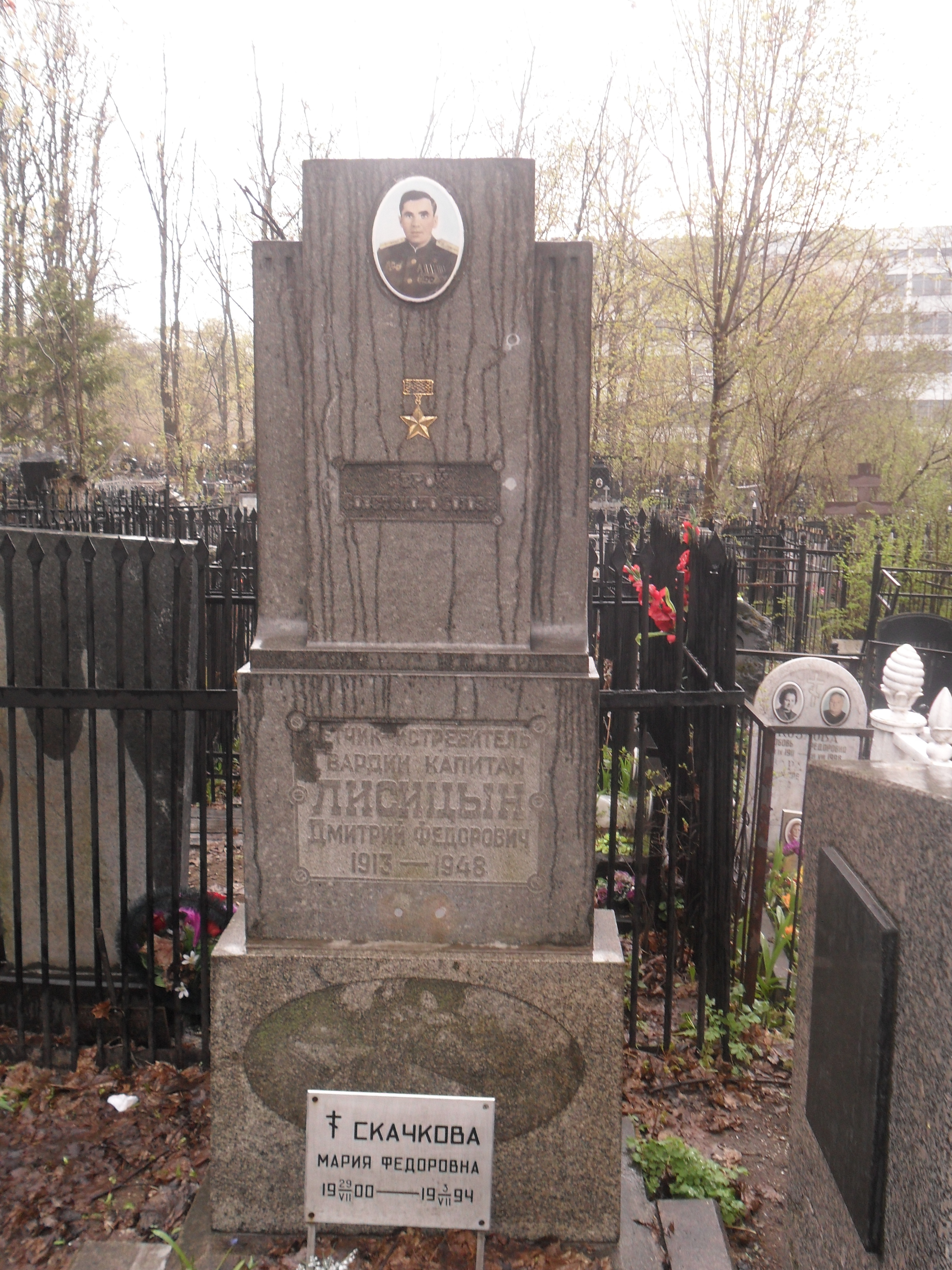
Могила Лисицына на Ваганьковском кладбище.

Родился 15 (28) октября 1913 года на станции Одинцово (ныне — город Московской области). По национальности — русский. Детство и юность провёл в Москве. В 1929 году окончил 7 классов школы, в 1930 году — школу ФЗУ. В 1930—1932 — рабочий на обувной фабрике имени В. Н. Капранова в Москве.
В 1932 году окончил Московскую планерную школу, в 1932—1933 годах работал планеристом-инструктором в Свердловском аэроклубе. В декабре 1934 года окончил Ульяновскую школу лётчиков-инструкторов Осоавиахима. Работал инструктором в аэроклубах: Ростова-на-Дону (1935—1936), Краснодара (1936—1938), Москвы (1938—1939).
В армии с июня 1939 года. Служил в истребительном авиационном полку (в Харьковском военном округе). С февраля 1940 года вышел в запас.
В 1940—1941 годах работал в сельхозавиации на Северном Кавказе. С октября 1941 года вновь в армии. В 1941—1942 — лётчик 25-го запасного авиационного полка. В январе-июле 1942 — лётчик-инструктор Грозненской военной авиационной школы стрелков-бомбардиров. В августе 1942-марте 1943 в 25-м запасном авиационном полку переучился на истребитель Р-39 «Аэрокобра».
Участник Великой Отечественной войны: в апреле-июле 1943 — лётчик 4-го (с июня 1943 года — 98-го гвардейского) отдельного дальнего разведывательного авиационного полка (Центральный фронт). Выполнил 88 разведывательных полётов на истребителе Р-39 «Аэрокобра» в глубокий тыл противника для разведки передвижения его войск в преддверии Курской битвы. 30 июля 1943 года в районе села Кромы (ныне — посёлок Орловской области) самолёт Лисицына был подбит зенитной артиллерией противника и загорелся. Тяжелораненый лётчик сумел дотянуть до линии фронта и посадить горящий самолёт на поле. Благодаря его мужеству ценные разведывательные данные были переданы командованию. Сам Д. Ф. Лисицын получил перелом костей черепа, носа и челюсти, сильные ожоги лица, рук и ног, и до сентября 1944 года находился на лечении в госпитале в Москве.
За мужество и героизм, проявленные в боях, Указом Президиума Верховного Совета СССР от 28 сентября 1943 года гвардии старшему лейтенанту Лисицыну Дмитрию Федоровичу присвоено звание Героя Советского Союза с вручением ордена Ленина и медали «Золотая Звезда» (№ 1930).
После излечения с сентября 1944 года вновь участвовал в боевых действиях в должности командира звена 98-го гвардейского отдельного дальнего разведывательного авиационного полка (1-й Украинский фронт). Участвовал в освобождении Польши и Берлинской операции. Всего за время войны совершил 147 боевых вылетов на истребителях Р-39 «Аэрокобра» и Як-9ДД на разведку тылов противника, в 28 воздушных боях лично сбил 7 самолётов противника.
После окончания войны продолжал службу в строевых частях ВВС (в Московском и Закавказском военных округах). С июня 1947 года гвардии капитан Д. Ф. Лисицын — в запасе.
Жил в Москве. Застрелился 1 ноября 1948 года. Похоронен на Ваганьковском кладбище (20 уч.).

## Награды
- Герой Советского Союза(1943);
- орден Ленина (1943);
- два ордена Красного Знамени (май 1943, сентябрь 1943);
- орден Отечественной войны 1-й степени (1945);
- медали.